# Élections constituantes de 1946 dans la Haute-Garonne
Les élections constituantes françaises de 1946 se tiennent le 2 juin. Ce sont les deuxièmes élections constituantes, après le rejet du projet de Constitution française du 19 avril 1946 lors du référendum du 5 mai.

## Mode de scrutin
L'assemblée constituante est composée de 586 sièges pourvus au scrutin proportionnel plurinominal suivant la règle de la plus forte moyenne dans chaque département, sans panachage ni vote préférentiel.
Dans le département de la Haute-Garonne, cinq députés sont à élire.

## Élus
| Député sortant  | Parti | Parti | Député élu ou réélu      | Parti | Parti   |
| --------------- | ----- | ----- | ------------------------ | ----- | ------- |
| Jacques Grésa   |       | PCF   | Jacques Grésa            |       | PCF     |
| Marcelle Rumeau |       | PCF   | Maurice Bourgès-Maunoury |       | Rad-soc |
| Vincent Auriol  |       | SFIO  | Vincent Auriol           |       | SFIO    |
| Gilbert Zaksas  |       | SFIO  | Raymond Badiou           |       | SFIO    |
| Pierre Dumas    |       | MRP   | Gilbert Getten           |       | MRP     |

## Résultats

### Résultats à l'échelle du département
| Parti    | Parti                                          | Tête de liste            | Résultats | Résultats | Sièges |  |
| Parti    | Parti                                          | Tête de liste            | Voix      | %         |        |  |
| -------- | ---------------------------------------------- | ------------------------ | --------- | --------- | ------ |  |
|          | Section française de l'Internationale ouvrière | Vincent Auriol           | 75 333    | 30,75     | 2      |  |
|          | Mouvement républicain populaire                | Gilbert Getten           | 60 595    | 24,73     | 1      |  |
|          | Parti communiste français                      | Jacques Grésa            | 58 710    | 23,97     | 1 1    |  |
|          | Rassemblement des gauches républicaines        | Maurice Bourgès-Maunoury | 50 353    | 20,55     | 1 1    |  |
|          |                                                |                          |           |           |        |  |
| Inscrits | Inscrits                                       | Inscrits                 | 311 989   | 100,00    | 5      |  |
| Votants  | Votants                                        | Votants                  | 248 280   | 79,58     |        |  |
| Exprimés | Exprimés                                       | Exprimés                 | 244 991   | 98,68     |        |  |